# (116166) Andrémaeder
(116166) Andrémaeder est un astéroïde de la ceinture principale. Il a été nommé en l’honneur de l’astronome suisse André Maeder.

## Description
(116166) Andremaeder est un astéroïde de la ceinture principale d'astéroïdes. Il fut découvert le 3 décembre 2003 à La Silla par Raoul Behrend et Romain Gauderon. Il présente une orbite caractérisée par un demi-grand axe de 3,12 UA, une excentricité de 0,23 et une inclinaison de 5,1° par rapport à l'écliptique.

## Compléments